# Max Hampel
Max Hampel (* 21. Februar 1893 in Breslau; † 17. Mai 1978 in Berlin) war ein deutscher Politiker (DDP, CDU).
Max Hampel war ein Sohn eines Schlossermeisters und besuchte eine Mittelschule in Breslau, die er mit der mittleren Reife abschloss. 1908 wurde er Schiffsjunge bei der Handelsmarine und war bis 1913 Seemann. Er besuchte die Seefahrtschule in Geestemünde und erhielt das Patent als Steuermann. Im Ersten Weltkrieg war er Seemann der Kriegsmarine.
1918 besuchte Hampel die Staatsbürgerschule in Berlin und trat der Deutschen Demokratischen Partei (DDP) bei. Er wurde anschließend Parteisekretär der DDP in Hannover und Detmold. 1920 wurde er Generalsekretär der DDP in der Provinz Schleswig-Holstein. Hampel wurde 1933 noch Geschäftsführer des Vereins zur Abwehr des Antisemitismus, doch mit der „Machtergreifung“ der Nationalsozialisten wurde er selbständiger Kaufmann. 1939 wurde er zur Polizeireserve eingezogen und geriet im April 1945 in sowjetische Kriegsgefangenschaft.

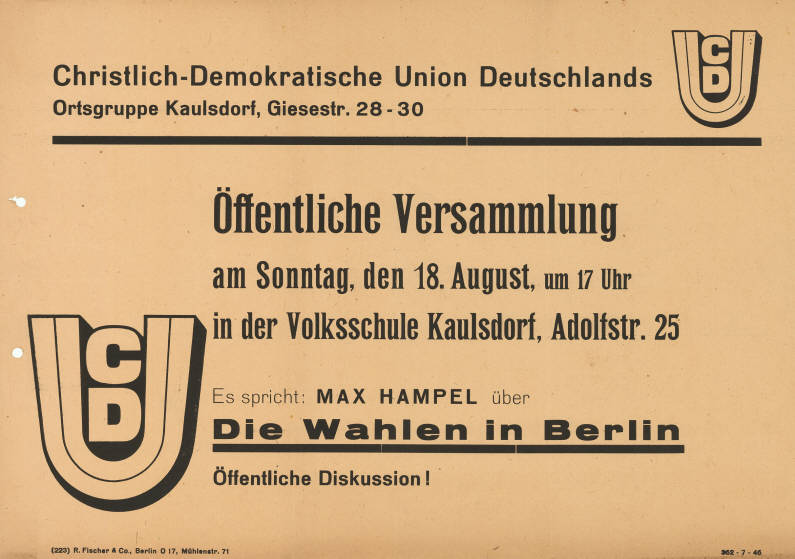
Wahlplakat der CDU in Berlin-Kaulsdorf von 1946

Nach dem Zweiten Weltkrieg trat Hampel der CDU bei und wurde sofort Geschäftsführer der CDU Berlin. Bei der ersten Berliner Wahl 1946 wurde er in die Stadtverordnetenversammlung von Groß-Berlin gewählt. Er war bis 1964 Bezirksstadtrat für Gesundheit im Bezirk Tempelhof.